# أدير مامان
أدير مامان هو لاعب كرة قدم إسرائيلي في مركز الوسط، ولد في 11 أبريل 1991 في إسرائيل. شارك مع منتخب إسرائيل تحت 17 سنة لكرة القدم ‏. أما مع النوادي، فقد لعب مع نادي زاريا بالتي.